# Jatimurni
Jatimurni is een bestuurslaag in het regentschap Kota Bekasi van de provincie West-Java, Indonesië. Jatimurni telt 23.241 inwoners (volkstelling 2010).